# Аскиз (село)
Аски́з (хак. Асхыс) — село, административный центр Аскизского района Республики Хакасия. Центр Аскизского сельсовета. Является одним из старейших поселений в регионе.

## Название села
Название населённого пункта является гидронимом и произошло от названия реки Аскиз.

## Географическое положение
Село расположено в 93 км на юго-запад от столицы республики города Абакана на региональной автодороге 95К-002 Абакан — Ак-Довурак. В селе берёт начало широтная автодорога Аскиз — Вершина Тёи, которая в перспективе свяжет Хакасию с Кемеровской областью. Вокруг села построена объездная дорога.
Расстояние до ближайших железнодорожных станций Чертыковская и Аскиз: 0,5 и 7 км соответственно. Ближе всего находится остановочный пункт Раздольная, на котором останавливается электропоезд Абакан — Бискамжа.

## История
Аскиз — одно из старейших поселений в Хакасии. Селом стал летом 1771 года, когда была построена деревянная церковь в устье реки Аскиз.
Населённый пункт постепенно рос и стал центром Сагайской степной думы в 1858 году. В 1859 году в насчитывалось 40 дворов, население составляло 221 человек.
В 1876 году произошло недобровольное массовое крещение 26 шаманов и 195 хакасов.
В 1918 году образован первый колхоз.
В 1958 году село Аскиз стало районным центром.
До образования Хакасского уезда (1923) Аскиз был центром Инородческого района, места компактного проживания коренного хакасского населения.

## Население
| 1939  | 1959  | 1970  | 1979  | 1989  | 2002  | 2010  |
| ----- | ----- | ----- | ----- | ----- | ----- | ----- |
| 2836  | ↗3094 | ↗4553 | ↗5856 | ↗6703 | ↗7030 | ↗7267 |
| 2021  |       |       |       |       |       |       |
| ↗7722 |       |       |       |       |       |       |

Число хозяйств: 2514. Население 7127 человек (01.01.2004).
Национальный состав
Хакасы (66 %), русские (33 %), немцы, украинцы, татары и др.

## Образование и культура
В Аскизе находятся две средние и одна начальная школы, коррекционная школа, профессиональное училище, библиотека (основана в 1920), краеведческий музей им. Н. Ф. Катанова, Петропавловский храм Абаканской епархии РПЦ (основан в 1993 году).